# Melanie Smith (artista)
Melanie Smith es una artista británica radicada en la Ciudad de México. Su trabajo ha sido caracterizado por relecturas de las categorías formales y estéticas del movimiento avant-garde y post avant-garde, problematizado en los sitios y dentro de los horizontes de heterotopias. Su producción es íntimamente relacionada con una visión expandida de la idea de modernidad, manteniendo una relación con lo que esto significa en Latinoamérica, particularmente en México, y con la implicación que esto tiene para sus exploraciones formales como momento crítico en el estructura estético-política de modernidad y modernidad tardía.

## Biografía
Melanie Smith nació en Poole, Inglaterra en 1965. Graduada en Artes por la Universidad de Reading.  Desde 1989 ha vivido y trabajado en la Ciudad de México, una experiencia que ha influenciado enormemente sus trabajos.

## Trabajos
Sus obras más recientes consideran a la Ciudad de México, sus multitudes, su violencia, su banalidad, y su clandestina naturaleza y al mismo tiempo su descomposición inherente.  La pieza más excepcional de este ciclo es el video Ciudad de Espiral (2002).  En otro de sus trabajos,  amplía las ideas de lugar y no-lugar para documentar la pequeña ciudad de Parres en las afueras de la ciudad.  Produjo una trilogía de películas de 35mm y una serie de pinturas e instalaciones que retrabajan la idea modernista del monocromático.

## Exposiciones
Su trabajo ha sido exhibido en numerosas instituciones, tanto nacionales como internacionales, incluyendo: PS1, Nueva York; MoMA, Nueva York, UCLA Museo de Martillo, Los Ángeles; ICA, Boston; Tate Liverpool; Tate Moderno, Londres; Galería de Londres Del sur, Londres; Museo de Arte de la Lima; Tamayo Museo de Arte Contemporáneo, Arte Contemporáneo Museo Universitario y El Eco Museo Experimental, Ciudad de México; y el Museo de Monterrey, entre otros.  Sus exposiciones individuales incluyen: "Parres," Tate Gran Bretaña (2006); "Seis pasos a realidad," Museo de San Diego de Arte Contemporáneo; "Parres," Museo de Arte de Miami, y "ciudad de Espiral y otros placeres artificiales," una exposición retrospectiva que viajado del Museo Universitario de Ciencia y las Artes (MUCA) en Ciudad de México al Laboratorio en Belmar, en Denver (2008) y el MIT Lista en Boston (2009). Representó a México en 2011 en la Bienal de Venecia. Ha producido los libros de dos artistas: Ciudad de Espiral y otros Placeres Vicarios (2006) y Parres (2008).